# Tom Mackintosh
Tom Mackintosh (Wellington, 30 de janeiro de 1997) é um remador neozelandês, campeão olímpico.

## Carreira
Mackintosh conquistou a medalha de ouro nos Jogos Olímpicos de Verão de 2020 em Tóquio com a equipe da Nova Zelândia no oito com masculino, ao lado de Hamish Bond, Tom Murray, Michael Brake, Dan Williamson, Phillip Wilson, Shaun Kirkham, Matt Macdonald e Sam Bosworth, com o tempo de 5:24.64.